# Чёрмный, Кузьма
Чёрмный (Кузьма) — стрелец, главный пособник Шакловитого; в 1682 году, в качестве орудия Милославских, участвовал в заговоре против царицы Натальи Кирилловны Нарышкиной; в 1689 году, в заговоре против Петра Алексеевича, был правой рукой Шакловитого и вместе с ним казнён 11 сентября того же года.
Кузьма Чёрмный является персонажем двух советских исторических фильмов: «Юность Петра» и «В начале славных дел». В обеих картинах его роль исполнил актёр Борис Алексеевич Хмельницкий.